# Вільхавка (річка)
Вільхавка  — мала річка в Україні, притока Матірки (басейн Чорного моря).

## Розташування
Басейн річки площею 31,8 км² розташований на південному сході Хмельницької області на території Новоушицького адміністративного району. Бере початок Вільхавка на південно-західній околиці с.Вільховець. Загальний напрямок течії річки з північного заходу на південний схід.

## Опис
У верхів'ї вона тече в не дуже глибокій долині, береги — пологі, але з кожним кілометром долина все більше заглиблюється. Вільхавка живиться водами з криниць і джерел, яких тут дуже багато.  На правому березі переважають відкриті ландшафти — поля, які простяглись від с. Вільховець до Нової Гути. Лівий берег має закритий ландшафт, особливо це спостерігається у середній і нижній течіях, де росте ліс. У нижній і частині середньої течії у долині Вільхавки простягайся обриви висотою в окремих місцях до 8 м, довжина їх становить 1950 м. Ширина річки у цій місцевості сягає 3 м, глибина 50-60 см, а в її долині місцями трапляються болота, оригінапь ні мочарі. На притоках Вільхавки знаходиться три ставки. Північно-східніше Нової Гути Вільхавка впадає у Матірку.
У геоморфологічному відношенні басейн Вільхавки розташований в Ушицькому геоморфологічному районі, характерною ознакою якого є те, що тут спостерігається глибока і часта почленованість поверхні долинами приток річки, густою мережею ярів і балок, у яких розвивається глибинна ерозія, а на безлісних схилах, зайнятих полями, проявляється інтенсивна площинна ерозія. Абсолютні висоти у верхів'ї Вільхавки становлять 304 м, а в нижній течії — 250 м. Внаслідок інтенсивної розчленованості, у басейні поширені переважно сірі опідзолені й еродовані ґрунти.
У геоботанічному відношенні басейн річки розташований у Новоушицькому або Муровано-Куриловецькому геоботанічному районі, природна рослинність якого представлена грабовими лісами, хоча тут можна зустріти й невеликі ділянки дубових лісів з поширенням дуба скельного. У грабових лісах дерева заввишки до 19 м, завширшки — 24 см, а відстань між деревами становить 4 м.
У долині переважають суходільні луки, хоча на днищах балок є надмірно зволожені та заболочені луки, де ростуть мітлиця повзуча, тонконіг болотний, осока лисяча, щучник дернистий, молінія голуба, хвощ багновий, підмаренник болотний, калюжниця болотна, вербозілля і частуха подожникова. Чагарникові болота складені переважно кущовою формою вільхи чорної і верби попелястої. Заплавні луки простягаються вузьким пасмом по обидва боки від русла річки.
У межах басейну Вільхавки ніби чергуються водно-болотяні зооценози, зооценози хвойно- широколистих лісів і зооценози оброблюваних угідь, суходільних лук і пасовищ.

## Іхтіофауна
У річці водиться карась, в'юн, йорж, окунь, верховодка, пічкур і плітка. У трьох ставках раніше вирощували окрім згаданих риб ще й цінні види — товстолобика і білого амура.

## Земноводні
Земноводні численні у весняно-літній період, коли у цій місцевості жаби гостроморді, ставкові і трав'яні, червоноче- реві кумки, квакші досягають найбільшої чисельності. Біля струмків, джерел і в лісі можна помітити тритонів звичайного і гребінчастого. На полях і в садах частенько потрапляють у поле зору ропухи сіра і зелена. Герпетофауна басейну відзначається присутністю ящірок прудкої, зеленої і живородної, вужів звичайного і водяного, веретільниці і мідянки.

## Орнітофауна
Пернаті відзначаються великою різноманітністю, але через те, що басейн невеликий за площею, тут мешкає до 20 видів птахів лісу, до 30 видів птахів лук, водойм і боліт, до 14 видів птахів степу і поля та до 7 видів птахів-синантропів. Фоновими у цій місцевості є шпак, галка, дрізд кам'яний, горобець польовий, серпокрилець, сич, пугач, боривітер звичайний, лелека білий, грак, ворона сіра і соловей східний.

## Тваринний світ
У фауні ссавців досить високу щільність мають бурозубки мала і звичайна, миші польова і лісова, вовчки сірий і горішковий, заєць-русак, лисиця, кріт, їжак звичайний, горностай, ласка, ховрах рябий, хом'як звичайний. Влітку у балках, де збереглися природні луки та зарості верболозу, концентруються козулі.